# Augusto Pedrazza
Augusto Pedrazza (* 1. Februar 1923 in Mailand, Italien; † Dezember 1994 ebenda) war ein italienischer Comiczeichner.

## Leben
Nach einem Grafikstudium an der „Accademia ambrosiana di pittura“ begann Pedrazza 1942, seine ersten Comics zu veröffentlichen. In der zweiten Hälfte der 1940er-Jahre traf er auf Roberto Renzi, der für ihn bis in die 1950er-Jahre Szenarien schuf. Ab 1948 wurden viele seiner Comics beim Verleger „Tomasina“ herausgegeben, dazu zählen unter anderem Tanks, Pierino Atom oder Il Principe Nero.
Zu den bekanntesten Werken Pedrazzas gehören die Comic-Serien Akim, die deutliche Anlehnungen an Tarzan aufwies und von Pedrazza bis an das Ende seiner Laufbahn fortgesetzt wurde, und die Science-Fiction-Serie Fulgor, der Weltraumflieger, die zuerst im Piccolo-Format (kleine Hefte im Querformat) erschien. In den 1960er-Jahren arbeitete Pedrazza auch für den französischen Markt und an der Serie Zembla, die er allerdings schon nach vier Folgen an Franco Oneta abgab, weil sie zu viele Anleihen an seine eigene Akim-Serie aufwies.
Neben Fulgor, das in Italien unter dem Originaltitel Joe Bolide erschien, und Akim wurde auch Pierino Atom auf Deutsch veröffentlicht. Dieser erschien unter dem Titel Blitz, der Zeitungsjunge wie Akim und Fulgor im Walter Lehning Verlag.